# Trigoniulus squamifer
Trigoniulus squamifer är en mångfotingart som beskrevs av Carl Graf Attems 1930. Trigoniulus squamifer ingår i släktet Trigoniulus och familjen Trigoniulidae. Inga underarter finns listade i Catalogue of Life.